# Lisa Unger
Lisa Unger (nascida: Lisa Miscione, New Haven, 26 de abril de 1970) é uma escritora norte-americana de ficção contemporânea, principalmente thrillers psicológicos. Ela é uma autora best-seller do New York Times e internacionalmente. Com livros publicados em 31 idiomas e milhões de exemplares vendidos em todo o mundo.

## Biografia
Lisa Unger nasceu em New Haven, Connecticut, Estados Unidos, mas cresceu na Holanda, Inglaterra e Nova Jersey nos Estados Unidos. Ela mudou-se para Nova York depois do ensino médio, onde se formou na New School for Social Research e passou uma década trabalhando em publicações em Nova York. Depois de férias na Flórida, onde conheceu seu futuro marido ela mudou de direção. Ela se casou com Jeff Unger, renunciou ao emprego, mudou-se para a Flórida e deu a si mesma um ano para vender seu primeiro romance. Rapidamente ela encontrou um agente e vendeu um acordo para produzir quatro romances policiais.

## Obras

### Série da Ridley Jones
- Beautiful Lies (2006) no Brasil: Belas Mentiras (Arx, 2006)
- Sliver of Truth (2007) no Brasil: Verdade Roubada (Arx, 2008)

### SérieThe Hollows
- Fragile (2010)
- Darkness, My Old Friend (2011)
- In the Blood (2014)
- Crazy Love You (2015)
- Ink and Bone (2016)

#### Novela relacionada
The Whispering Hollows (2016)

### SérieHouse of Crows
- All My Darkest Impulses (2021)
- Fog Descending (2021)
- Circling the Drain (2021)
- Love the Way You Lie (2021)

### Livros isolados
- Black Out (2008) em Portugal: (Editorial Presença, 2009)
- Die for You (2009)
- Heartbroken (2012)
- The Red Hunter (2017)
- Under My Skin (2018)
- The Stranger Inside (2019)
- Confessions on the 7:45 (2020)
- Last Girl Ghosted (2021)

### Como Lisa Miscione

#### Série da Lydia Strong
- Angel Fire (2002)
- The Darkness Gathers (2003)
- Twice (2004)
- Smoke (2005)